# بوكلاند (ماساتشوستس)
بوكلاند (بالإنجليزية: Buckland, Massachusetts)‏ هي بلدة أمريكية تقع في الولايات المتحدة في مقاطعة فرانكلين (ماساتشوستس). يقدر عدد سكانها بـ 1,902 نسمة ومساحتها 51.5 كم2 وترتفع عن سطح البحر 210 متر.